# Úřad 610

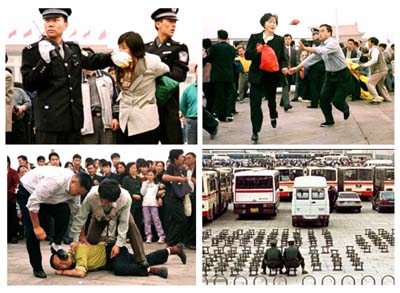
Zatýkání lidí praktikujících Fa-lun-kung na Náměstí nebeského klidu v Pekingu.

Úřad 610 je podle některých zdrojů kancelář vytvořená čínskými úřady za účelem sledování a likvidace hnutí Fa-lun-kung a dalších náboženských skupin, které čínský režim označil jako pro režim "nebezpečné". Čínská strana jeho možnou existenci popírá.
V roce 2015 zveřejnila nevládní organizace Freedom House zprávu o vývoji pronásledování duchovního hnutí Fa-lun-kung. Ve zprávě uvádí odhad nákladů na provozování poboček Úřadu 610 po celé Číně. Podle Freedom House čítají roční náklady 135 milionů USD.

## Charakteristika
Podle výroční zprávy z roku 2008 parlamentní komise pro Čínu amerického Kongresu byl Úřad 610 založen 10. června roku 1999, z tohoto data je také odvozen název úřadu. Jeho zakladateli byli bývalý prezident Ťiang Ce-min a člen politbyra Luo Kan. Úkolem Úřadu 610 bylo prosazení zákazu Fa-lun-kungu a tvrdý zásah proti jeho stoupencům. Od roku 2007 stojí v jeho čele člen stálého výboru politbyra Čou Jung-kchang.
Další zprávu o Úřadu 610 podávají kanadští právníci David Kilgour a David Matas. Ti 31. ledna 2007 vydali doplněnou vyšetřovací zprávu o obvinění z odebírání orgánů praktikujícím Fa-lun-kungu v Číně s názvem „Bloody Harvest“ (Krvavá sklizeň). Předkládají v ní záznam příkazu prezidenta Ťiang Ce-mina ke zřízení speciálního úřadu za účelem pronásledování Fa-lun-kungu.
Na úředníky z kanceláře 610 narazil při svém vyšetřování také čínský obhájce Kao Č'-šeng. O vyšetřování případů mučení praktikujících Fa-lun-kungu ve vězeních a pracovních táborech a působení úřadu 610 se zmiňuje ve své knize Za čínu spravedlivější (China More Just), kterou vydalo nakladatelství Broadpress. Český překlad knihy vydalo nakladatelství Marek Belza. Právník v knize uvádí, že se v Číně úřadu přezdívá "Čínské gestapo".
Investigativní novinář a spisovatel Ethan Gutmann uskutečnil několik rozhovorů s čínským policejním důstojníkem Hao Fengjunem, který se stal členem Úřadu 610 a v roce 2005 emigroval do Austrálie.
Nevládní organizace WOIPFG se sídlem v USA zveřejnila v roce 2003 vyšetřovací zprávu věnující se činnosti Úřadu 610, kterou postupně několikrát aktualizovala, naposledy v roce 2011.
Média blízká hnutí Fa-lun-kung hovoří o tajné dohodě bývalého presidenta Ťiang Ce-mina a Komunistické strany Číny o spuštění pronásledování. Podle příznivců Fa-lun-kungu byli někteří v zahraničí zbaveni diplomatické imunity a postaveni před soud.

## Související události

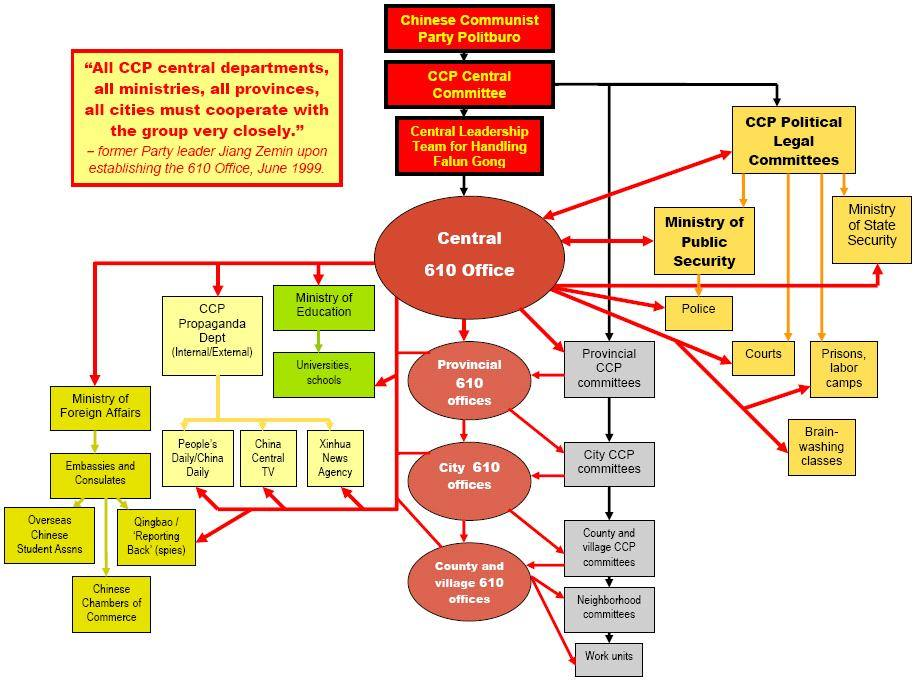
Organizační struktura úřadu 610.

### 2009 – Soudní procesy proti Luo Kanovi a Úřadu 610
Po dvou letech vyšetřování přijal španělský soudce 11. listopadu 2009 žalobu za genocidu a mučení. Mezi obviněnými figuruje pět vysokých představitelů Komunistické strany Číny, kteří se mají zodpovídat za svou roli při pronásledování duchovní praxe Fa-lun-kung. Poprvé soud uznal kampaň proti Fa-lun-kungu za odpovídající definici genocidy z hlediska právního. Mezi obviněnými je i bývalý vůdce Číny, Ťiang Ce-min, Luo Gan - bývalý ředitel Úřadu 610, Po Si-laj - bývalý ministr obchodu, Jia Qinglin - čtvrtý nejvýše postavený člen Strany a Wu Guanzheng - předseda interního disciplinárního výboru Strany.
21. prosince 2009 - Argentinský soudce Octavio Araoz de Lamadrid z Federálního soudu č. 9 vynesl rozsudek v historickém procesu se dvěma bývalými čelními čínskými funkcionáři. Bývalý předseda komunistické strany Číny Jiang Zemin(Ťiang Ce-min) a šéf Úřadu 610 Luo Gan byli souzeni za jejich zodpovědnost ve stále probíhajícím pronásledování milionů praktikujících duchovní disciplíny Fa-lun-kung ze strany čínského komunistického režimu. Součástí rozsudku je i nařízení k zadržení obou funkcionářů, kteří se v současnosti nacházejí v Číně. Pokud obvinění vycestují do země, která má s Argentinou smlouvu o vydávání zločinců, musí být zadrženi a převezeni do Argentiny, aby byli postaveni před soud a poskytli prohlášení na svou obhajobu. Rozhodnutí soudu představuje historický precedent.

### 2012 - Výbor českého senátu vyzývá ke zrušení Úřadu 610
23. května 2012 - Senátní Výbor pro vzdělávání, vědu, kulturu, lidská práva a petice Senátu PČR jednohlasně přijal návrh rezoluce, kterou vyzývá režim Čínské lidové republiky, aby zrušil zákaz praktikování metody Fa-lun-kung ze dne 20. července 1999 a zrušil Úřad 610. O jejím oficiálním schválení bude senátní výbor dále jednat.

### 2019
Senátní Výbor pro vzdělávání, vědu, kulturu, lidská práva a petice na konci roku 2018 uspořádal veřejné slyšení k petici Za ukončení genocidy praktikujících Falun Gong páchané čínským režimem. Podle Milana Kajínka z petičního výboru se pod petici od roku 2000 podepsalo více než 140 000 občanů ČR.
Následně bylo 20. března 2019 přijato usnesení Senátu, kterým Senát požádal Ministerstvo zahraničních věcí o prošetření informací uvedených v této petici a nejvyšší ústavní činitele vyzval k jednání s Čínou, kterým by požadovali zastavení pronásledování jejích občanů na základě jejich víry nebo etnické příslušnosti.